# Tadeusz Lehr-Spławiński
Tadeusz Lehr-Spławiński (Cracovia, 20 settembre 1891 – Cracovia, 17 febbraio 1965) è stato uno slavista polacco.
Ha insegnato filologia slava alle università di Poznań, Leopoli e Cracovia.

## Opere principali
- O prasłowiańskiej metatonii, 1918
- Gramatyka połabska, 1929
- Szkice z dziejów rozwoju i kultury języka polskiego, 1938
- O pochodzeniu i praojczyźnie Słowian, 1946
- Język polski; pochodzenie, powstanie, rozwój, 1947
- Rozprawy i szkice z dziejów kultury Słowian, 1954
- Problem ugrupowania języków słowiańskich, 1955